# Šan-čou
Šan-čou (čínsky pchin-jinem Shǎnzhōu, znaky zjednodušené 陕州, tradiční 陝州) je městský obvod v městské prefektuře San-men-sia v provincii Che-nan Čínské lidové republiky. Leží na západě provincie, na jižním břehu Žluté řeky. Má 1610 km², k roku 2010 měl 343 679 obyvatel.

## Historie
Ve 4. století před n. l. region náležel státu Čchin, který zde roku 390 př. n. l. zřídil okres Šan (陕). Vláda říše Severní Wej zde roku 487 ustavila kraj Šan-čou.
Po založení Čínské republiky byl status Šan-čou snížen na úroveň okresu, který se vrátil ke jménu okres Šan. Po ustavení Čínské lidové republiky roku 1949 vznikl zvláštní obvod Šan-čou, který zahrnoval několik okresů včetně okresu Šan. Roku 1952 byl obvod Šan-čou včleněn do obvodu Luo-jang (roku 1969 reorganizovaného na prefekturu). Nakrátko, v letech 1959–1961 okres Šan přešel pod správu dva roky předtím vzniklého města San-men-sia. Roku 1986 při rozdělení prefektury Luo-jang okres Šan připadl městské prefektuře San-men-sia. Roku 2015 byl okres Šan reorganizován v městský obvod Šan-čou.